# 1987 DN6
1987 DN6 är en asteroid i huvudbältet som upptäcktes den 23 februari 1987 av den belgiske astronomen Henri Debehogne vid La Silla-observatoriet.
Asteroiden har en diameter på ungefär 7 kilometer.